# E (jazyk)
E (čínsky 誒話, pchin-jin Ē Huà, též Wuse/Wushehua, čínsky 五色話, pchin-jin Wŭsè Huà) je smíšený jazyk, jedná se o mix čínštiny a thajštiny. Mluví jím asi 30 000 lidí v provincii Kuang-si, v okresu Rongshui. Slova přejímá hlavně z čínštiny, ale gramatika je hlavně thajská. Jedná se o tónový jazyk. Mluvčích tohoto jazyka ubývá, začínají mluvit hlavně čínsky.